# Confolent-Port-Dieu
Confolent-Port-Dieu település Franciaországban, Corrèze megyében. Lakosainak száma 41 fő (2022. január 1.). Confolent-Port-Dieu Monestier-Port-Dieu, Saint-Étienne-aux-Clos, Thalamy, Larodde, Savennes és Singles községekkel határos.

## Népesség
A település népességének változása:
| Lakosok száma | 57   | 30   | 38   | 29   | 34   | 38   | 40   | 43   | 42   | 41   |
|               | 1968 | 1982 | 1990 | 2006 | 2013 | 2015 | 2017 | 2019 | 2020 | 2022 |